# Villalón de Campos
Villalón de Campos – gmina w Hiszpanii, w prowincji Valladolid, w Kastylii i León, o powierzchni 70,02 km². W 2011 roku gmina liczyła 1858 mieszkańców.